# Panoz LMP-1

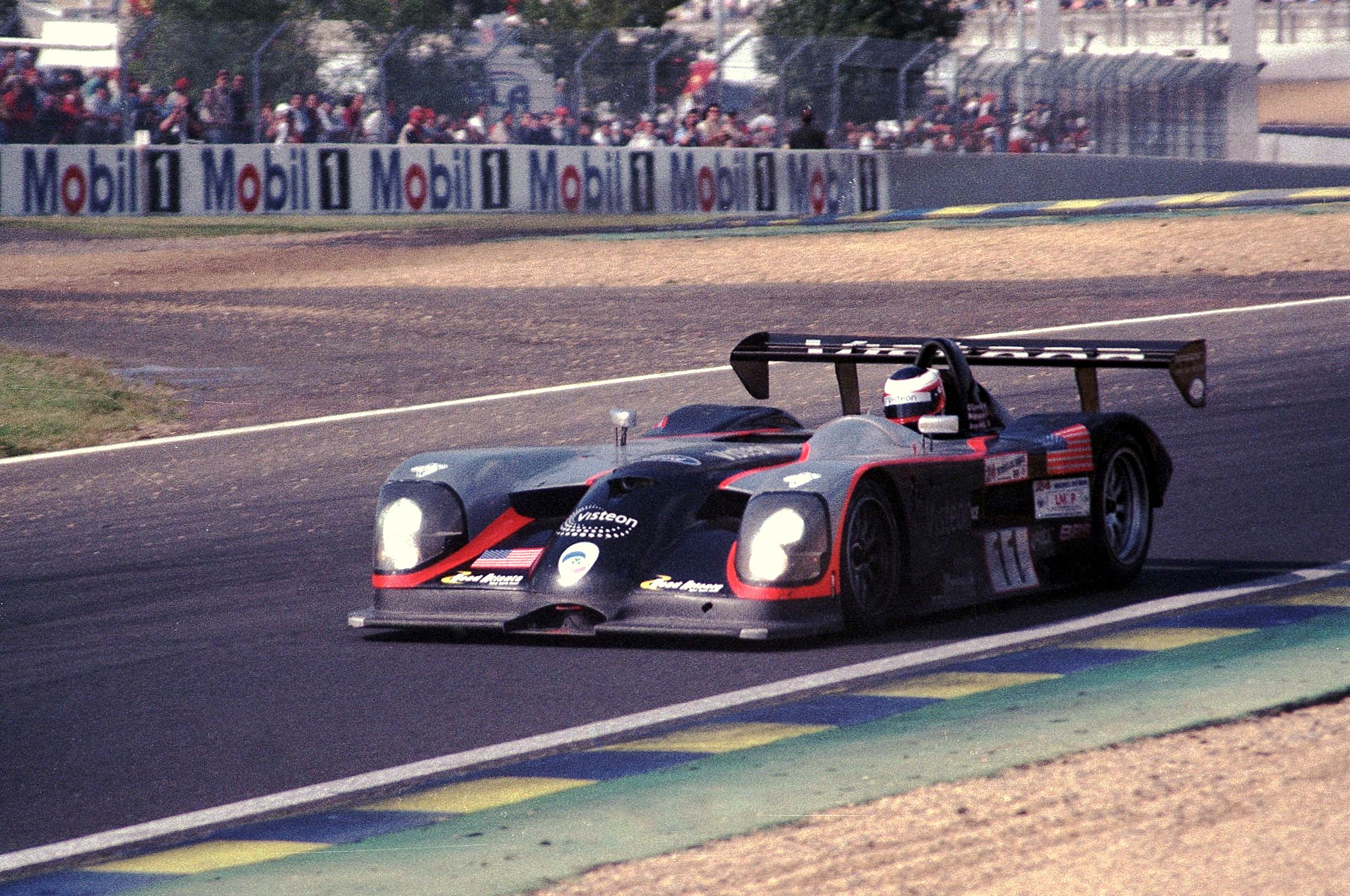
Jan Magnussen am Steuer eines LMP-1 beim 24-Stunden-Rennen von Le Mans 1999

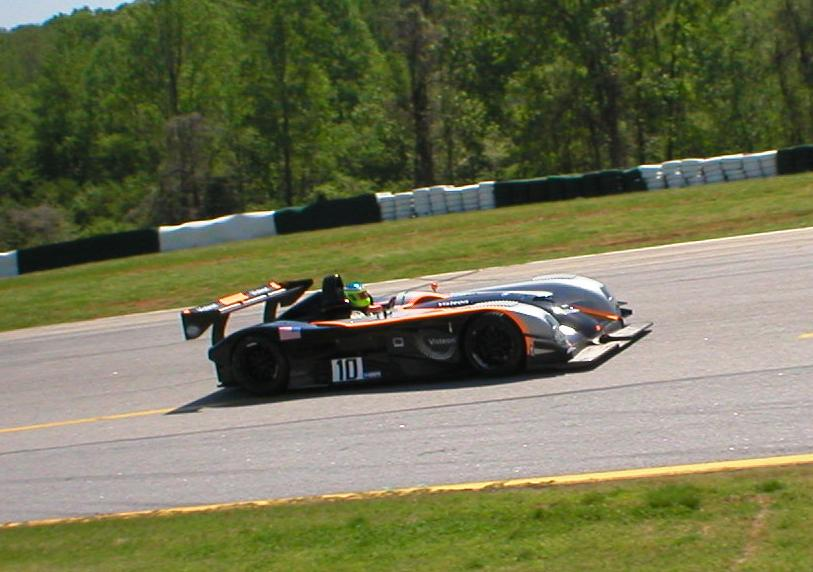
Panoz LMP-1 Roadster S

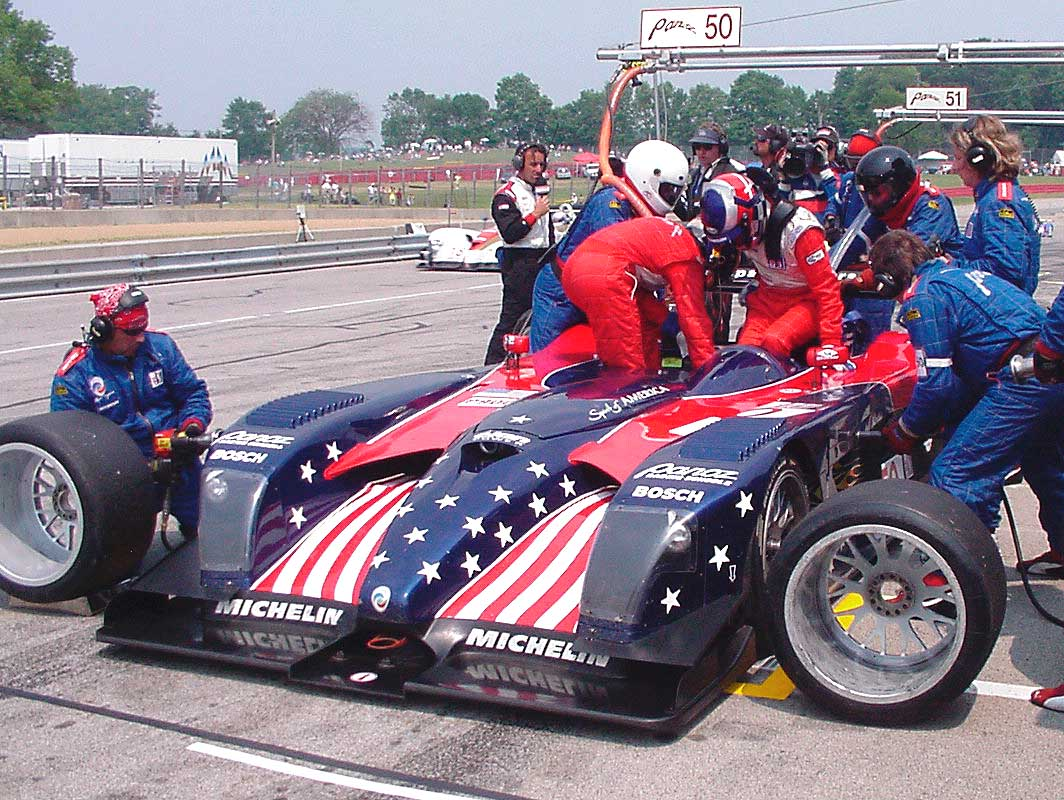
Ein Panoz LMP-01 Evo bei einem Rennen zur American Le Mans Series in Mid Ohio 2002

Der Panoz LMP-1, auch als Panoz LMP-1 Roadster S bezeichnet, war ein Sportwagen der Panoz Auto Development Motorsportgesellschaft Élan Motorsport Technologies und das Nachfolgemodell des Panoz Esperante GTR-1. Im Unterschied zum Esperante, einem geschlossenen Rennfahrzeug, war der LMP-1 ein offener Frontmotor-Roadster. Wie beim Esperante war der Motor vor dem Fahrer eingebaut, eine für die 1990er-Jahre ungewöhnliche Auslegung.

## Entwicklungsgeschichte
Der LMP-1 wurde entwickelt, weil 1999 ein neues Sportwagenreglement in Kraft trat, das die große GT-Klasse in ihrer bisherigen Form auflöste. Daher konnten die Esperante nicht mehr eingesetzt werden. Die Umrüstung der Esperante auf die neue LMP-1-Klasse wurde verworfen und stattdessen ein völlig neues Auto gebaut. Mit dem Bau des Wagens wurde Reynard Motorsport beauftragt. Reynard übernahm vom Esperante so viele Komponenten wie möglich in den LMP-1. Um den 6-Liter-V8-Motor aufnehmen zu können, musste das Cockpit weit nach hinten verlagert werden. Trotz des Fahrtwindes beklagten sich die Fahrer immer wieder über die enorme Hitzeentwicklung im Cockpit. Während der gesamten Renngeschichte konnte dieser Umstand nie ganz abgestellt werden.

## Renngeschichte

### 1999
Der LMP-1 gab sein Debüt 1999 in der American Le Mans Series 1999. Schon beim dritten Saisonlauf in Mosport feierte das Werksteam einen Doppelsieg. Im Siegerwagen saßen Jan Magnussen und Johnny O’Connell. Zwei Wochen davor waren beide Werkswagen auch beim 24-Stunden-Rennen von Le Mans am Start. Der LMP-1 mit der Startnummer 12, gefahren von David Brabham, Éric Bernard und Butch Leitzinger, erreichte den siebten Rang in der Gesamtwertung. Der zweite Werkswagen von Magnussen, O’Connell und Max Angelelli kam als Elfter ins Ziel. Mit Siegen in Portland (Brabham/Bernard) und Road Atlanta (Brabham/Bernard/Andy Wallace) sicherte sich Panoz Ende des Jahres die Herstellerwertung der Serie.

### 2000
Panoz begann Mitte 1999 LMP-1s an Privatteams zu verkaufen, sodass 2000 vier LMP-1 in Le Mans am Rennen teilnahmen. Am besten platzierte sich der Werks-LMP-1 von O’Connell, Hiroki Katō und Pierre-Henri Raphanel an der fünften Stelle der Gesamtwertung. Überraschend siegte der Magnussen/Brabham-LMP-1 beim 1000-km-Rennen auf dem Nürburgring.

### 2001
Als Panoz 2001 den LMP07 entwickelte, wurden auch die beiden Werkswagen an Privatteams verkauft. Aber die LMP07 erwiesen sich als Fehlkonstruktionen und Panoz baute zwei neue Roadster auf, die als LMP-01 Evo an die Rennstrecken kamen. Aber das Frontmotorkonzept war an die Grenzen gestoßen und der letzte große Erfolg war der fünfte Gesamtrang der Mannschaft Olivier Beretta, Gunnar Jeannette und Max Papis in Le Mans 2003.